# 401/402次列车
401/402次列车，在俄罗斯境内称为401Э/402Э次列车，是中国铁路运行于中华人民共和国黑龙江边境城市绥芬河至俄罗斯联邦滨海边疆区波格拉尼奇内的一趟国际联运普通旅客列车，自1991年1月1日起开行，现由中国铁路哈尔滨局集团有限公司牡丹江客运段绥芬河车队负责客运任务。列车使用中国铁路25B型客车，沿滨绥铁路、西伯利亚铁路运行，全程27公里。其中绥芬河站至格罗迭科沃站运行1小时30分，使用车次为402次（中国境内）、402Э次（俄罗斯境内）；格罗迭科沃站至绥芬河站运行1小时31分，使用车次为401Э次（俄罗斯境内）、401次（中国境内）。列车由1991年至2015年累计运行45万余公里，运送中外旅客500余万人次。
因应疫情防控需要，401/402次列车于2020年1月31日起临时停运，2024年12月15日恢复开行。

## 运行模式
列车每日开行，标准运行时间是1小时30分，但由于线路弯道多，曲线半径小，导致列车车速缓慢（低于40公里/小时），加之还要经常待避货车，通常晚点40分钟至1个小时。列车由一台内燃机车牵引，加挂6节硬座车厢。根据实际需要，列车可增挂车厢，但不能超过11节。
除乘务员外，该列车车长、司机、列检人员均配备正副两人。进入格罗迭科沃火车站后，只有正副车长可以下车并在指定区域进行与工作有关的活动，但必须两人同行。由于车上没有配备警察，中俄双方边防人员分别担负各自区域的押车和安保任务。这趟列车除了正常运送旅客外，还担负着绥芬河火车站和格罗迭科沃火车站中俄双方互派的国际铁路联运交接所驻所人员的通勤任务。

## 列车编组
401/402次列车使用配属哈尔滨铁路局三棵树车辆段的中国铁路25B型客车，采取8节硬座车厢编组。由于中俄边境铺设有标准铁轨与宽轨共存的混合轨，因此列车无需更换转向架直通格罗捷科沃。
| 运行区段 | 绥芬河↔格罗迭科沃 | 绥芬河↔格罗迭科沃 |
| 车厢编号 | 1-8               |                   |
| 车型     | YZ25B 硬座车      |                   |
| 配属     | 哈局三段          |                   |

## 机车交路
401/402次列车在中俄边境由哈尔滨铁路局牡丹江机务段使用东风8型内燃机车担当绥芬河至格罗迭科沃间机车交路，由牡丹江机务段绥芬河运用车间司机值乘。
| 运行区段               | 绥芬河↔格罗迭科沃                   |
| 本务机车 配属 司机更替 | 东风8型内燃机车 哈局牡段 绥芬河司机 |

## 时刻表
- 注：中国与俄罗斯时差为2小时[註 2]

| 402次/402Э次                                                    | 402次/402Э次 | 402次/402Э次 | 402次/402Э次 | 停靠站     | 401Э次/401次 | 401Э次/401次 | 401Э次/401次 | 401Э次/401次 |
| 车次                                                            | 天数         | 到点         | 开点         | 停靠站     | 到点         | 开点         | 天数         | 车次         |
| --------------------------------------------------------------- | ------------ | ------------ | ------------ | ---------- | ------------ | ------------ | ------------ | ------------ |
| 402                                                             | 当天         | —            | 10:00        | 绥芬河     | 17:14        | —            | 当天         | 401          |
| ↑ 中国（北京时间 UTC+08:00） / 俄羅斯（海参崴時間 UTC+10:00） ↓ |              |              |              |            |              |              |              |              |
| 402Э                                                            | 当天         | 12:19        | 12:23        | 散沟       | 18:44        | 18:48        | 当天         | 401Э         |
| 402Э                                                            | 当天         | 13:30        | —            | 格罗迭科沃 | —            | 17:43        | 当天         | 401Э         |